# Mohrkirch
Mohrkirch (tiếng Đan Mạch: Mårkær) là một đô thị thuộc huyện Schleswig-Flensburg, trong bang Schleswig-Holstein, nước Đức. Đô thị Mohrkirch có diện tích 14,42 km², dân số thời điểm 31 tháng 12 năm 2006 là 1020 người.